# Mittelmeerspiele 2022/Judo
Die Wettbewerbe im Judo der Mittelmeerspiele 2022 fanden vom 29. Juni bis zum 1. Juli im algerischen Oran statt. Es wurden je sieben Bewerbe für Männer und Frauen ausgetragen. Erfolgreichste Nation wurde Spanien.

## Ergebnisse Männer

### Bis 60 kg
| Platz | Athlet             | Land |
| ----- | ------------------ | ---- |
| 1     | Francisco Garrigós | ESP  |
| 2     | Fraj Dhouibi       | TUN  |
| 3     | Youssry Samy       | EGY  |
| 3     | Issam Bassou       | MAR  |

### Bis 66 kg
| Platz | Athlet               | Land |
| ----- | -------------------- | ---- |
| 1     | Mohamed Abdelmawgoud | EGY  |
| 2     | Matteo Piras         | ITA  |
| 3     | Maxime Gobert        | FRA  |
| 3     | Strahinja Bunčić     | SRB  |

### Bis 73 kg
| Platz | Athlet                 | Land |
| ----- | ---------------------- | ---- |
| 1     | Messaoud Redouane Dris | ALG  |
| 2     | Hassan Doukkali        | MAR  |
| 3     | Alaeddine Ben Chalbi   | TUN  |
| 3     | Akil Gjakova           | KOS  |

### Bis 81 kg
| Platz | Athlet           | Land |
| ----- | ---------------- | ---- |
| 1     | Vedat Albayrak   | TUR  |
| 2     | Kenny Komi Bedel | ITA  |
| 3     | Alfonso Urquiza  | ESP  |
| 3     | Tizie Gnamien    | FRA  |

### Bis 90 kg
| Platz | Athlet                 | Land |
| ----- | ---------------------- | ---- |
| 1     | Mikail Özerler         | TUR  |
| 2     | Theodoros Tselidis     | GRC  |
| 3     | Toni Miletić           | BIH  |
| 3     | Tristan Mosakhlishvili | ESP  |

### Bis 100 kg
| Platz | Athlet                  | Land |
| ----- | ----------------------- | ---- |
| 1     | Nikoloz Sherazadishvili | ESP  |
| 2     | Mustapha Bouamar        | ALG  |
| 3     | Joris Agbegnenou        | FRA  |
| 3     | Aleksandar Kukolj       | SRB  |

### Ab 100 kg
| Platz | Athlet                   | Land |
| ----- | ------------------------ | ---- |
| 1     | Vito Dragič              | SVN  |
| 2     | Mohamed Sofiane Belrekaa | ALG  |
| 3     | Lorenzo Agro Sylvan      | ITA  |
| 3     | Wahib Hdiouech           | TUN  |

## Ergebnisse Frauen

### Bis 48 kg
| Platz | Athlet          | Land |
| ----- | --------------- | ---- |
| 1     | Mélanie Vieu    | FRA  |
| 2     | Milica Nikolić  | SRB  |
| 3     | Maruša Štangar  | SVN  |
| 3     | Oumaima Bedioui | TUN  |

### Bis 52 kg
| Platz | Athlet               | Land |
| ----- | -------------------- | ---- |
| 1     | Distria Krasniqi     | KOS  |
| 2     | Ana Viktorija Puljiz | CRO  |
| 3     | Chloé Devictor       | FRA  |
| 3     | Ana Perez Box        | ESP  |

### Bis 57 kg
| Platz | Athlet           | Land |
| ----- | ---------------- | ---- |
| 1     | Marica Perišić   | SRB  |
| 2     | Giulia Caggiano  | ITA  |
| 3     | Anđela Samardžić | BIH  |
| 3     | Flaka Loxha      | KOS  |

### Bis 63 kg
| Platz | Athlet          | Land |
| ----- | --------------- | ---- |
| 1     | Laura Fazliu    | KOS  |
| 2     | Cristina Cabaña | ESP  |
| 3     | Amina Belkadi   | ALG  |
| 3     | Iva Oberan      | CRO  |

### Bis 70 kg
| Platz | Athlet             | Land |
| ----- | ------------------ | ---- |
| 1     | Ai Tsunoda         | ESP  |
| 2     | Nihel Landolsi     | TUN  |
| 3     | Elisavet Teltsidou | GRC  |
| 3     | Martina Esposito   | ITA  |

### Bis 78 kg
| Platz | Athlet           | Land |
| ----- | ---------------- | ---- |
| 1     | Loriana Kuka     | KOS  |
| 2     | Chloé Buttigieg  | FRA  |
| 3     | Petrunjela Pavić | CRO  |
| 3     | Nurcan Yılmaz    | TUR  |

### Ab 78 kg
| Platz | Athlet              | Land |
| ----- | ------------------- | ---- |
| 1     | Kayra Sayit         | TUR  |
| 2     | Nihel Cheikh Rouhou | TUN  |
| 3     | Larisa Cerić        | BIH  |
| 3     | Coralie Hayme       | FRA  |